# Karfreit-Kaserne
Die Karfreit-Kaserne ist eine ehemalige Kaserne des Heeres der Bundeswehr in Brannenburg im Bundesland Bayern. Die Kaserne war nach der Schlacht von Karfreit im Ersten Weltkrieg benannt.

## Geschichte
Im Zuge der Aufrüstung der Wehrmacht wurde 1935/36 im Ortsteil Degerndorf (beim „Kreuzfeld“) von der Heeresbauverwaltung die Karfreit-Kaserne errichtet. Tätig wurden Bauhandwerker aus Brannenburg-Degerndorf und den umliegenden Gemeinden. Die Garnison Brannenburg-Degerndorf beherbergte ab 1936 das I. Bataillon des Gebirgsjägerregiments 100; während des Zweiten Weltkriegs lagen hier Ersatz- und Ausbildungstruppenteile.
Nach der Besatzungszeit (1945–1958, US- und britische Truppenteile) übernahm die Bundeswehr die Kaserne. Bis 2010 war dort das Gebirgspionierbataillon 8 (GebPiBtl 8) mit fünf Kompanien, mehr als 1000 Soldaten und rund 200 Zivilbeschäftigten stationiert. Mit der Aufhebung der allgemeinen Wehrpflicht wurde das Gebirgspionierbataillon 8 nach Ingolstadt verlegt. Die 5. Kompanie mit ihrem Faltschwimmbrückenzug wurde eingelagert und personell aufgelöst.
Das Gebirgspionierbataillon 8 war die einzige Gebirgspioniereinheit der Bundeswehr. Soldaten dieser Einheit haben in mehreren Bergrettungsaktionen im Inntal sowie bei Hilfseinsätzen im In- und Ausland ihr Können und Geschick bewiesen. Im Jahr 2010 wurde die Karfreit-Kaserne aufgelöst und das Kasernenareal anschließend von der Bundesrepublik zur Konversion für zivile Zwecke freigegeben. Die Gebirgspioniere wurden nach Ingolstadt verlegt.
Der zur Karfreit-Kaserne gehörende Hochgebirgs-Stützpunkt Soinhütte im Wendelsteingebiet verblieb in der militärischen Nutzung. Der Wasserübungsplatz am Inn mit Sattelplätzen und Bootshafen erinnert noch heute an die langjährige Pionierausbildung im Inntal.
Inzwischen sind die meisten Kompaniegebäude abgerissen und durch zivile Neubauten ersetzt worden. Nur wenige Gebäude sind teilweise erhalten geblieben, bspw. das ehemalige Küchengebäude mit der Mensa und werden nun zivil genutzt.

## Topografie
Zur Karfreit-Kaserne gehörende Ausbildungsplätze und -einrichtungen
1. Wasserübungsplatz am Inn mit Bootshafen und zwei Brückenstellen („Sattelplätze“) für Ausbildung auf langsam fließenden Gewässer (oberstrom Inn-Staustufe) und eine Brückenstelle („Sattelplatz“) für Ausbildung auf schnellfließendem Gewässer (unterstrom Inn-Staustufe).
2. Landübungsplatz „Nussdorfer Au“ mit Sprengplatz und „Pioniersee“ für Ausbildung auf stehendem Gewässer.
3. Schießplatz „Hinterried“ mit zwei Gewehrbahnen und drei MG-/ Pistolenständen.
4. Hochgebirgsstützpunkt (Soinhütte) im Wendelsteingebiet („Soin-Kar“) für ganzjährige Gebirgsausbildung.